# Allium vinicolor
Allium vinicolor — вид рослин з родини амарилісових (Amaryllidaceae); поширений в Іраку й Саудівській Аравії.

## Опис
Цибулина 1.5–3 см у діаметрі, широко яйцювата; зовнішні оболонки темно-коричневі. Стеблина 8–13 см заввишки. Листків 2(3), до 14 мм завширшки. Зонтик півсферичний, багатоквітковий, щільний. Оцвітина ± зірчаста, темно-пурпурна або, рідко, біла із зеленими жилками; листочки оцвітини завдовжки 4–5.5 мм, завширшки 2–3 мм, від яйцюватої до еліптично-яйцюватої, тупі.

## Поширення
Поширений у зх. Іраку й північно-східна Саудівській Аравії.